# Machineri
Les Machineri sont une ethnie amérindienne de l’Amazonie bolivienne établie dans le nord-ouest du département de Pando en Bolivie et marginalement au Pérou et au Brésil. Leur langue, qui n’est plus parlée appartient à la famille arawak.
Ils se sont installés sur l’actuel territoire bolivien à partir du Brésil, le long des ríos, Tahamanu et des rivières tributaires de l’Acre. À la fin du XIXe siècle, leurs terres ont été envahies par les seringueiros attirés par le boom du caoutchouc.
Les Machineri ne sont plus qu’une cinquantaine, ils habitent actuellement dans le municipio de Bolpebra où ils forment la communauté de San Miguel. On retrouve aussi certains de leurs membres dans les pays limitrophes du Pérou et du Brésil. Ils parlent espagnol et portugais.
Ils pratiquent une agriculture de subsistance (riz, banane plantain, haricots, manioc), la chasse et la pêche. Ils récoltent aussi les noix du Brésil qu’ils vendent en ville. 
Leur communauté est affiliée à l’organisation des peuples amérindiens du Pando, la Central Indígena
de Pueblos Originarios de la Amazonia de Pando (CIPOAP).